# Kobresia setschwanensis
Kobresia setschwanensis är en halvgräsart som beskrevs av Hand.-mazz. Kobresia setschwanensis ingår i släktet sävstarrar, och familjen halvgräs. Inga underarter finns listade i Catalogue of Life.